# Randers bybusser
Randers' bybusser Består af 4 bybuslinjer heraf 2 A-buslinjer og 8 lokallinjer, der indgår som en del af den kollektive trafik i den østjyske by Randers. Det regionale trafikselskab Midttrafik står for planlægning af ruter og køreplaner. Siden 2020 har Umove været busoperatør i Randers.

## Historie
Det private selskab Randers Byomnibusser A/S kørte bybusser fra 1985 til 2003, hvor kommunen sendte driften i udbud.
I 1985 blev enheden Randers Bus-Trafik etableret som en del af forvaltningen i Randers Kommune. Denne enhed stod frem til Strukturreformen i 2007 for planlægning og administration af busserne i Randers Kommune. Fra 1. januar 2007 blev dette en opgave for det regionale trafikselskab Midttrafik overtog opgaverne.
Randers bybusser har tidligere anvendt sloganet: »Spar på fusserne - Kør med busserne«
Bybusserne i Randers blev i August 2020 totalt omlagt ved indførslen af højklassificerede A-bus linjer som man kender det fra flere steder på Sjælland og i Aarhus. 

## A-bus i Randers
I August 2020 blev der i Randers indført A-busser efter de samme grundprincipper som man kender det fra Aarhus og fra flere byer på Sjælland. Busserne har en frekvens på hverdage til at afgå mellem hvert 10 minut for Linje 1A og hvert 15 minut for Linje 2A, Busserne køres af de normale gule busser eftersom systemet med de røde hjørner blev afskaffet tilbage i 2015 i Midttrafiks dækningsområde. Ifølge planen ønskede Randers Kommune sig et bedre bybusnet med højere frekvens og mere direkte linjeføring end det daværende linjenet kunne give borgerne dette resulterede i at Cowi blev spurgt til råds og fandt frem til løsningen omkring introduceringen af A-busser i Randers. Linjenettet har endnu  (Pr december 2021) ikke oplevet helt den efterspørgsel som der var planlagt ud fra men dette skyldes i særdeleshed også virkningerne fra Coronaviruspandamien.

## Nuværende ruter
I Randers betjenes byen i nutid af følgende bybus ruter
| Linje | Rute                                                                              | Frekvens dag          |
| ----- | --------------------------------------------------------------------------------- | --------------------- |
| 1A    | Flyvervej/Platanvej - Glarbjergvej - Busterminalen - Kristrup/Vorup - Storcentret | 10. minut/20. minut   |
| 2A    | Nordskellet - Statskolen - Busterminalen - Sygehuset - Dronningborg               | 15. minut/30. minut   |
| 3     | Nordskellet - Helsted - Vestervangskolen - Busterminalen - Kristrup - Romalt      | 30. minut             |
| 4     | Platanvej - Hadsundvej - Mølleparken - Busterminalen - Vorup - Haslund            | 4 afgange på hverdage |

### Mindre omlægning i 2024
I 2024, skulle Randers kommune gennemføre besparelser på busområdet. Dette kom udtryk i at linje 4, blev kraftigt reduceret i sit driftsinterval. Linjen køre nu kun 4 daglige afgange på hverdage, hvorimod at den før kørte hvert 30. minut. Linjerne 12, 14, 16 og rute 223, blev også omlagt i samme anledning for at dække lidt af tabet for linje 4s kundebase.

### Lokalruter der dækker Randers by og omegn
Randers dækkes ligeledes af følgende lokale ruter, som dækker et lidt større opland omkring Randers. Disse linjer kører hovedsageligt kun i myldretider på hverdage.
| Linje | Rute                                                                                             |
| ----- | ------------------------------------------------------------------------------------------------ |
| 12    | Busterminalen - Sygehuset - Heimdalsvej - Helsted - Borup - Firkløverskolen                      |
| 13    | Svejstrup - Bjerregrav St. - Råsted - Bjergby - Borup - Skelvangen - Vestervangskolen            |
| 14    | Rismølleskolen - Udbyhøjvej - Tjærby - Gimming - Lem                                             |
| 15    | Kristrup - Romalt - Paderup - Stånum - Brusgård                                                  |
| 16    | Busterminalen - Frederiksdalvej - Sdr. Borup - Brusgård - Ølst - Haslund - Vorup - Busterminalen |
| 17    | Tebbestrup - Søndermarksskolen - Tirsdalens Skole                                                |
| 18    | Albæk - Tjærby - Busterminalen - Tebbestrup                                                      |
| 21    | Helsted - Busterminalen - Hadsundvej - Tradium - Vesterbakkeskolen                               |

## Det gamle rutenet før 2020
Indtil august 2020 udgjorde linjenettet som følger. 
| Linje | Rute |
| ----- | --- |
| 1     | Nordskellet - Glarbjergvej - Mølleparken - Busterminalen - Vorup                                                         |
| 2     | Busterminalen - Banegården - Gørtlervej - Kærsmindebadet - Helsted                                                       |
| 3     | latanvej - Jennumparken - Mariagervej - Busterminalen - Vorup - Paderup                                                  |
| 4     | latanvej - Jennumparken - Mariagervej - Busterminalen - Kristrup - Paderup                                               |
| 4E    | Busterminalen - Paderup (Ekspresbus)                                                                                     |
| 5     | Agerskellet - Glarbjergvej - Mølleparken - Busterminalen - Kristrup - Romalt                                             |
| 6     | Agerskellet/Nordskellet - Gl. Hobrovej - Busterminalen - Sygehuset - Dronningborg                                        |
| 7     | Busterminalen - Vorup skole - Vorupkær - Tebbestrup                                                                      |
| 10    | Busterminalen - Banegården - Viborgvej - Hornbæk - Fladbro - (Tånum/Ålum)                                                |
| 11    | Busterminalen - Banegården - Viborgvej - Hornbæk - Tånum - (Ålum)                                                        |
| 12    | Busterminalen - Sygehuset - Heimdalsvej - Helsted - Rytterskolen - Borup                                                 |
| 13    | Svejstrup - Bjerregrav St. - Råsted - Bjergby - Borup - Skelvangen - Vestervangskolen                                    |
| 14    | Busterminalen - Udbyhøjvej - Rismølleskolen - Tjærby - Gimming - Lem                                                     |
| 15    | Busterminalen - Kristrup - Romalt - Paderup - Stånum - Brusgård                                                          |
| 16    | Busterminalen - Århusvej - Frederiksdalvej - Sdr. Borup - Brusgård - Ølst - Sdr. Borup - Haslund - Vorup - Busterminalen |
| 17    | Tirsdalens Skole - Søndermarksskolen - Tebbestrup                                                                        |
| 21    | Blommevej - Jomfruløkken - Hadsundvej - Busterminalen                                                                    |

## Galleri
- A-bus på linje 1A på Randers busterminal
- Standard bybus stoppested Randers
- Linje 3 imod Romalt ved Randers station
- Linje 16 på Randers Busterminal
- Linje 18, er i Randers en lokalrute, der også fungere som bybus
- Bybusser og regionale busruter side om side på Randers busterminal
- Bybusser på Randers busterminal
- Linje 4 på Randers busterminal